# Amaro el Pelegrí
Amaro conegut com el Pelegrí, va ésser un abat i navegant que, segons la llegenda, va fer un viatge que el condugué al Paradís terrenal. En realitat, és un sant llegendari que no va tenir existència real, fruit de la tradició medieval i en la línia dels viatges fabulosos, generalment d'arrel cèltica, com els de Sant Brandan, el de Ramon de Perellós al purgatori, o el de Pere Porter a l'infern. És una llegenda originada a Galícia i Astúries i es va estendre a Portugal, essent aquests els llocs on Amaro és venerat com a sant.

## Base històrica de la llegenda
El personatge històric real que serveix de base al mite pot haver estat un pelegrí francès anomenat Amarus, que va anar a Sant Jaume de Compostel·la al segle xiii i que, en tornar, es va establir a Burgos i es va dedicar a ajudar els malalts pobres i pelegrins de l'hospital. També es podria basar en sant Maur abat, deixeble de Benet de Núrsia la festivitat del qual es feia el 15 de gener.
Al voltant de la figura real es van anar confegint llegendes basades en tradicions paganes d'arrel celta, molt presents a Galícia i Astúries i relacionades amb els immrama (viatges a les illes paradisíaques i fabuloses d'occident) irlandesos, i que vinculen la història d'Amaro amb les d'abats com Brandan de Conflert o els viatges de Máel Dúin o Bran mac Febal.
De fet, la Navegatio Sancti Brandani, la llegenda de Brandan, s'estén per tot Europa durant l'Edat mitjana, però se'n troben poques mencions als països de la Corona de Castella. En canvi, en aquests és molt popular la Vida de San Amaro, adaptació de la llegenda, de la qual es conserven diversos manuscrits, un de portuguès del segle xiv i en castellà al segle xv, i nombroses edicions impreses entre el segle xvi i el XIX. El més factible és que la llegenda de Brandan s'adaptés a Castella i es combinés amb la d'Amaro, donant lloc a una llegenda pròpia, on coexisteixen element extrets de la de Brandan i altres d'originals.

## Llegenda: viatge de sant Amaro

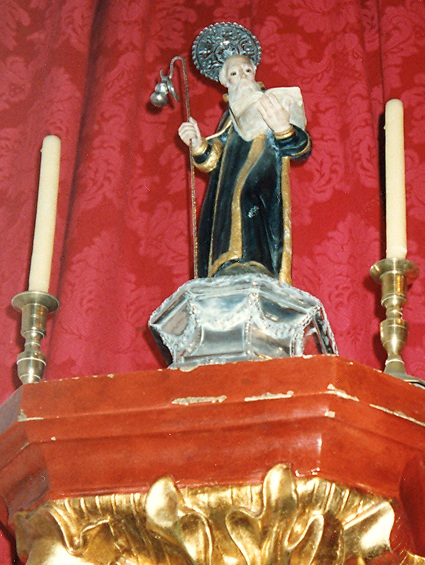
Talla a l'ermita de S. Amaro (Puerto de la Cruz, Canàries)

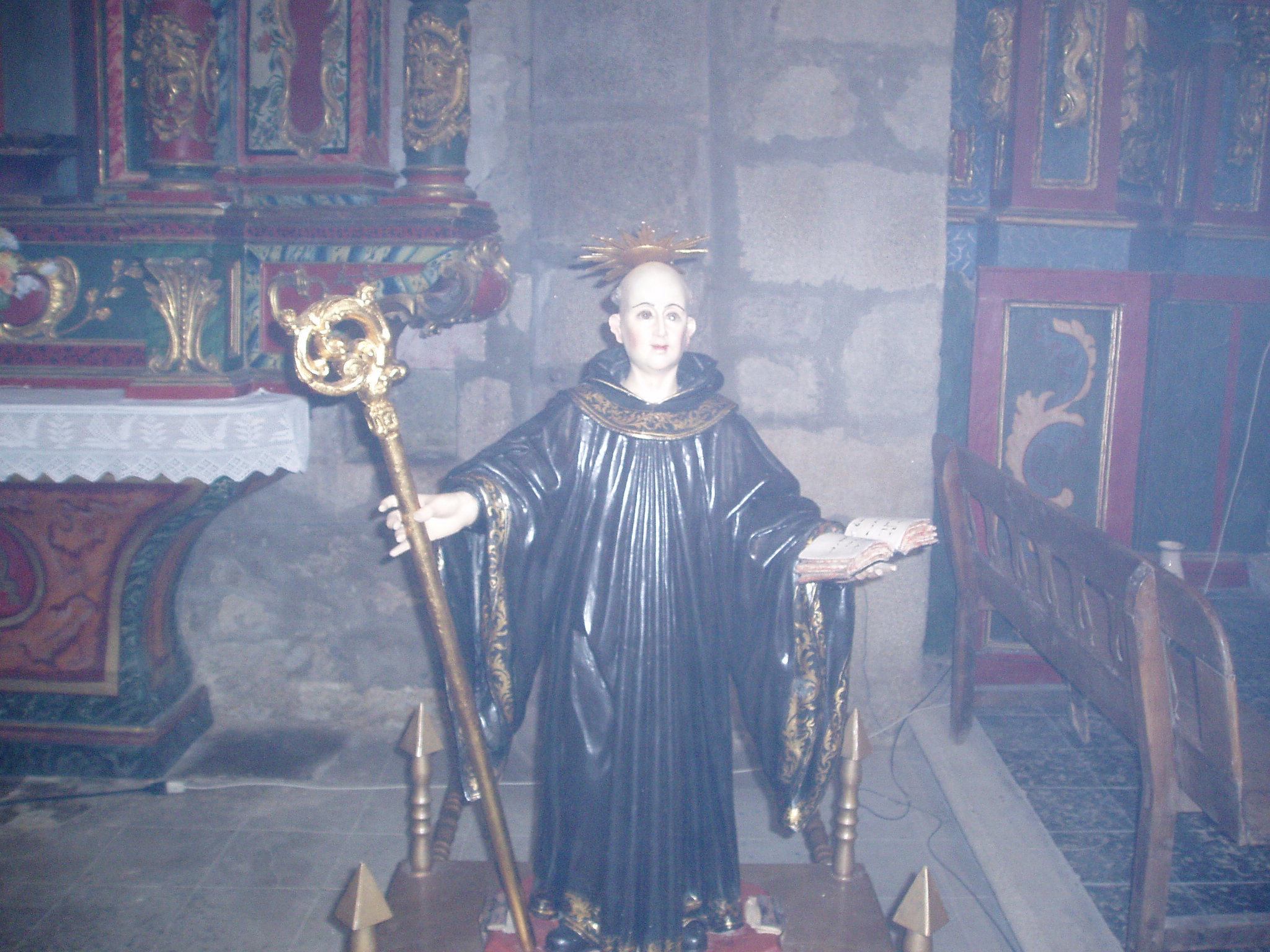
Talla a l'ermita de Santa Colomba de Sanabria (Zamora)

Amaro era un noble asiàtic, molt pietós, que volia visitar el Paradís Terrenal; per això preguntava a tots els viatgers que trobava per la manera d'arribar-hi. En no trobar resposta, va desesperar i llavors Déu se li aparegué i li revelà com fer-ho: havia de construir una barca i navegar en direcció al sol ponent travessant l'Oceà.
Amaro embarcà amb uns monjos i va navegar set dies i set nits, fins a arribar a la Terra Deserta, país molt fèrtil i ric amb cinc ciutats habitades per homes toscos i grollers i dones bellíssimes. Havent-hi passat sis mesos, una veu l'exhortà a deixar aquella terra, maleïda per Déu. Novament al mar, va navegar per la Mar Roja i arribà a la Font Clara, on la gent era formosa i vivia plàcidament durant tres-cents anys. Hi va ser tres setmanes, fins que una dona vella li digué que marxés abans no s'acostumés a la bona vida.
Va tornar al mar, navegant molt de temps sense saber on era, fins que trobà unes naus. En apropar-s'hi, va veure que eren plenes de monstres que havien matat els tripulants i se n'enduien els cadàvers al fons del mar. Era el Mar Cuallat; no sabia com sortir-ne i se li aparegueren une dones que li digueren que buidés el contingut dels odres de cuir on portaven vi i oli, i que els inflessin d'aire: llavors, van poder sortir volant del mar.
Tres dies més tard arriben a l'Illa Deserta, habitada per feres salvatges, on troben un eremita que els diu que no s'hi pot viure: les feres es maten entre si el dia de Sant Joan, i la fortor dels cadàvers fa irrespirable l'aire durant la resta de l'any. L'eremita els proveeix del que necessiten i els diu que marxin cap a Orient, on trobaran una terra millor.
Aviat van arribar-hi, tobant un bonic monestir anomenat Valldeflors, on els rebé un monjo, Leònides, qui li diu que una visió li havia dit que havia d'arribar i li dona instruccions per arribar al Paradís. Ha d'anar a un port, on romandrà un mes, i després a una vall extensa i feréstega, on trobarà el que necessita. Leònides plora perquè Amaro "que és l'home que més desitja conèixer" ha de marxar, però llavors arriba Baralides, una dona santa que dona a Leònides una branca de l'"arbre del consol" que, juntament amb l'"arbre del dolç amor" és un dels arbres del Paradís: amb això, Leònides es consola.
Amaro segueix les instruccions i arriba a la vall, tot sol. Busca durant dos dies un monestir de dones situat al cim, anomenat Flor de Dones, on havia arribat Baralides, i s'hi està disset dies, durant els quals Baralides li diu com continuar el viatge. Finalment, marxen tots dos: travessen una serralada i arriben als límits del Paradís. Amaro hi rep un hàbit blanc, fet per Brígida, neboda de Baralides, que hi viu i, llavors, continua ell sol el camí.
El paradís era un gran castell daurat, construït amb metalls i pedres precioses i virolades. Amaro pica la porta i el porter li diu que, com que és humà, no pot entrar al paradís; llavors, Amaro li demana que li deixi mirar pel pany de la porta. Així, Amaro va poder-hi veure les meravelles del paradís: l'arbre del bé i del mal, les verdes praderes on hi ha una primavera eterna i una deliciosa flaire, els grans arbres i els ocells de cant bellíssim, que podrien sentir-se durant mil anys sense que semblés que el temps passa. Hi havia joves amb instruments, tocant músiques bellíssimes, i noies amb vestits blands que voltaven la més bella, la Mare de Déu.
Amaro demanà al porter que li deixés passar, però aquest li diu que no pot ser, i que mentre estava mirant pel pany, ja han passat tres-cents anys. Amaro torna enrere i en arribar al port on havia deixat els seus companys, trobar que la ciutat ha pres el seu nom. Explica la seva història i els habitants de la ciutat li fan una casa vora el monestir de Valldeflors, on va viure fins que va morir. Va ésser enterrat al costat de Baralides i Brígida.

## Veneració
Molt venerat durant l'Edat mitjana, especialment a Galícia, Astúries i Portugal, encara hi ha moltes ermites dedicades al sant.